# Patrik Klüft
Patrik Arne Klüft (* 3. Juni 1977 in Göteborg als Patrik Arne Kristiansson) ist ein ehemaliger schwedischer Stabhochspringer.
Bei den Olympischen Spielen 2000 und 2004 scheiterte er jeweils in der Qualifikation. Bei den Halleneuropameisterschaften 2002 gewann er Silber mit 5,75 m, bei gleicher Höhe wie der Sieger Tim Lobinger. Bei den Europameisterschaften 2002 wurde er Vierter. Ebenfalls 2002 stellte er mit damaligem schwedischen Rekord seine persönliche Bestleistung von 5,85 m auf. Diese Leistung wiederholte er, als er bei den Weltmeisterschaften 2003 in Paris mit 5,85 m zu Bronze sprang.
Kristiansson war 1998 und 2001 bis 2003 schwedischer Meister. Er gab am 16. Januar 2008 seinen Rücktritt bekannt.
Bei einer Körpergröße von 1,92 m betrug sein Wettkampfgewicht 83 kg. Seine Frau ist die Siebenkämpferin Carolina Klüft.